# Campeonato Mundial de Atletismo Sub-20 de 2016 - 3000 m com obstáculos masculino
A prova dos 3000 metros com obstáculos masculino do Campeonato Mundial de Atletismo Sub-20 de 2016 ocorreu entre os dias 21 e 24 de julho em Bydgoszcz, na Polônia. 

## Recordes
Antes desta competição, os recordes mundiais e do campeonato nesta prova eram os seguintes:
|     | Nome                | Nacionalidade | Tempo   | Local     | Data                 |
| --- | ------------------- | ------------- | ------- | --------- | -------------------- |
| WJR | Saif Saaeed Shaheen | Quênia        | 7:58.66 | Bruxelas  | 24 de agosto de 2001 |
| CR  | Conseslus Kipruto   | Quênia        | 8:06.10 | Barcelona | 15 de julho de 2012  |
| WJL | Hailemariyam Amare  | Etiópia       | 8:21.10 | Pequim    | 18 de maio de 2016   |

## Medalhistas
| Ouro             | Prata                      | Bronze            |
| Amos Kirui (KEN) | Yemane Haileselassie (ERI) | Getnet Wale (ETH) |

## Cronograma
Todos os horários são locais (UTC+1).
| Data        | Hora  | Evento        |
| ----------- | ----- | ------------- |
| 21 de julho | 10:00 | Eliminatórias |
| 24 de julho | 16:20 | Final         |

## Resultados

### Eliminatórias
Qualificação: Os 5 primeiros de cada bateria (Q) e os 5 tempos mais rápidos (q). 
| Posição | Bateria | Atleta                  | Nacionalidade  | Tempo   | Notas |
| ------- | ------- | ----------------------- | -------------- | ------- | ----- |
| 1       | 2       | Vincent Kipyegon Ruto   | Quênia         | 8:37.20 | Q     |
| 2       | 2       | Kidanemariam Dessie     | Etiópia        | 8:39.05 | Q,    |
| 3       | 1       | Getnet Wale             | Etiópia        | 8:43.92 | Q,    |
| 4       | 1       | Amos Kirui              | Quênia         | 8:44.32 | Q     |
| 5       | 2       | Mohamed Ismail Ibrahim  | Djibuti        | 8:44.49 | Q     |
| 6       | 2       | Yohanes Chiappinelli    | Itália         | 8:44.51 | Q     |
| 7       | 2       | Abdelkarim Ben Zahra    | Marrocos       | 8:44.69 | Q,    |
| 8       | 1       | Yemane Haileselassie    | Eritreia       | 8:46.31 | Q     |
| 9       | 1       | Albert Chemutai         | Uganda         | 8:47.14 | Q     |
| 10      | 2       | Soufien Cherni          | Tunísia        | 8:48.45 | q,    |
| 11      | 2       | Kai Benedict            | Estados Unidos | 8:51.37 | q     |
| 12      | 1       | Taisei Ogino            | Japão          | 8:51.50 | Q     |
| 13      | 2       | Zerom Berakai           | Eritreia       | 8:52.23 | q     |
| 14      | 1       | Mohamed Amin Jhinaoui   | Tunísia        | 8:53.51 | q     |
| 15      | 2       | Ahmed Saidia            | Argélia        | 8:53.98 | q,    |
| 16      | 1       | Lennart Mesecke         | Alemanha       | 8:57.61 |       |
| 17      | 1       | Alex Rogers             | Estados Unidos | 8:59.00 |       |
| 18      | 1       | Thomas Byrkjeland       | Noruega        | 9:01.17 |       |
| 19      | 1       | Alexis Rodríguez        | Espanha        | 9:03.26 |       |
| 20      | 2       | Jannik Seelhöfer        | Alemanha       | 9:03.37 |       |
| 21      | 2       | Louis Gilavert          | França         | 9:09.58 |       |
| 22      | 1       | Víctor Ortiz            | Porto Rico     | 9:10.86 |       |
| 23      | 2       | Sean Bergman            | Canadá         | 9:13.76 |       |
| 24      | 2       | Miguel González         | Espanha        | 9:20.01 |       |
| 25      | 1       | Nickolas Colyn          | Canadá         | 9:25.67 |       |
| 26      | 2       | Muhand Khamis Saifeldin | Catar          | 9:29.76 |       |
| 27      | 1       | Ivo Balabanov           | Bulgária       | DNF     |       |

### Final
A prova final foi realizada no dia 24 de julho às 16:20.  
| Posição           | Atleta                 | Nacionalidade  | Tempo   | Notas           |
| ----------------- | ---------------------- | -------------- | ------- | --------------- |
| Medalha de ouro   | Amos Kirui             | Quênia         | 8:20.43 | WJL             |
| Medalha de prata  | Yemane Haileselassie   | Eritreia       | 8:22.67 |                 |
| Medalha de bronze | Getnet Wale            | Etiópia        | 8:22.83 |                 |
| 4                 | Vincent Kipyegon Ruto  | Quênia         | 8:22.84 |                 |
| 5                 | Yohanes Chiappinelli   | Itália         | 8:32.66 |                 |
| 6                 | Abdelkarim Ben Zahra   | Marrocos       | 8:34.28 | Recorde pessoal |
| 7                 | Albert Chemutai        | Uganda         | 8:37.76 | Recorde pessoal |
| 8                 | Kidanemariam Dessie    | Etiópia        | 8:39.92 |                 |
| 9                 | Mohamed Amin Jhinaoui  | Tunísia        | 8:41.79 | NJR             |
| 10                | Mohamed Ismail Ibrahim | Djibuti        | 8:42.38 |                 |
| 11                | Soufien Cherni         | Tunísia        | 8:42.56 | Recorde pessoal |
| 12                | Ahmed Saidia           | Argélia        | 8:44.53 | Recorde pessoal |
| 13                | Zerom Berakai          | Eritreia       | 8:44.89 |                 |
| 14                | Kai Benedict           | Estados Unidos | 8:49.13 | Recorde pessoal |
| 15                | Taisei Ogino           | Japão          | 8:53.71 |                 |

Legenda
| Recorde mundial       | Recorde mundial (World record)               |                       | Recorde africano                      | Recorde africano (African) |                                           | Q | Classificado por posição (Qualified) |
| Recorde do campeonato | Recorde do campeonato (Championship record)  | Recorde da América    | Recorde da América (Americas)         | q                          | Classificado por melhor tempo (Qualified) |   |                                      |
| Melhor marca do ano   | Melhor marca do ano (World leading)          | Recorde asiático      | Recorde asiático (Asian)              | DNS                        | Não largou (Did not start)                |   |                                      |
| Recorde nacional      | Recorde nacional (National record)           | Recorde europeu       | Recorde europeu (European)            | DNF                        | Não terminou (Did not finish)             |   |                                      |
| Recorde pessoal       | Recorde pessoal do atleta (Personal best)    | Recorde da Oceania    | Recorde da Oceania (Oceania)          | DSQ / DQ                   | Desclassificado (Disqualified)            |   |                                      |
| Recorde da temporada  | Recorde da temporada do atleta (Season best) | Recorde sul-americano | Recorde sul-americano (South America) | NM                         | Sem marca (No mark)                       |   |                                      |